# Жихув
Жихув (пол. Żychów) — село в Польщі, у гміні Ліскув Каліського повіту Великопольського воєводства.
Населення — 183 особи (2011).
У 1975-1998 роках село належало до Каліського воєводства.

## Демографія
Демографічна структура станом на 31 березня 2011 року:
|          | Загалом | Допрацездатний вік | Працездатний вік | Постпрацездатний вік |
| -------- | ------- | ------------------ | ---------------- | -------------------- |
| Чоловіки | 92      | 24                 | 59               | 9                    |
| Жінки    | 91      | 11                 | 56               | 24                   |
| Разом    | 183     | 35                 | 115              | 33                   |